# 继续教育学院
继续教育学院（Continuous Education College）是中华人民共和国高等院校的特殊建制，早期名为成教处。 主要从事成人教育、远程教育、函授教育等区别于全日制教育类型的继续教育。

## 简介
中华人民共和国普通高等院校普遍设立继续教育学院作为二级学院。以北京师范大学为例，1953年7月成立了教育学函授班，1955年成立函授教育处，1985年成立成人教育处，1988年成立继续教育学院。
继续教育学院设立的学科“突出人才培养的职业性、应用性和发展性”。 继续教育的内容分为学历教育（如高等教育自学考试）和非学历教育（各类培训、进修、研修、辅导等）两类。
继续教育学院不是独立设置的成人高校。